# Almàssera
|  | Per a altres significats, vegeu «trull». |

Almàssera és un municipi del País Valencià situat a la comarca de l'Horta Nord. Tenia una població de 7.349 habitants en 2019 (INE).

## Geografia
El terme municipal d'Almàssera, de 2,7 km², està situat al nord de la ciutat de València, al marge esquerre del barranc de Carraixet, que a més conforma els límits amb Tavernes Blanques i Alboraia. Este barranc només duu aigües estacionalment, encara que poden produir-se grans inundacions quan es desborda. La resta del terme, completament pla, és regat per la Séquia Reial de Montcada i la de Rascanya, que s'abastixen del riu Túria.
Tot el terme està conformat per terrenys del Quaternari formats per dipòsits al·luvials i col·luvials.

## Límits
|                      | Meliana Cases de Bàrcena |          |
| Bonrepòs i Mirambell |                          | Alboraia |
|                      | Tavernes Blanques        |          |

### Clima
Almàssera té un clima típicament mediterrani, amb temperatures mitjanes superiors als 10 °C al gener i entre 24 i 26 °C al juliol.

### Accés
El terme d'Almàssera està creuat de nord a sud per l'antiga carretera de Barcelona (N-340), convertida en l'actualitat en via urbana, que enllaça pel nord amb la CV-300 i pel sud directament amb València a través de Tavernes Blanques. La CV-311 comunica el poble amb l'eixida 14 a l'autovia V-21. El municipi té també una estació de la Línia 3 de Metro de València.

## Toponímia i escut
El nom d'Almàssera prové de l'àrab المعصرة al-ma‘şara, amb el significat de 'premsa d'oli'.
L'escut d'Almàssera té el següent blasonament:
| «                       | Mig partit i tallat. Primer, d'or, els quatre pals de gules. Segon, de gules, castell d'or, acompanyat de dos palmes de sinople, perfilades d'argent, i sumat d'una torre d'or, acompanyada de dos lleons del mateix metall. Tercer, d'atzur, el calze d'or, acompanyat de dos peixos d'argent, duent, cadascú en la seua boca una Forma del mateix metall i sostingut d'ones d'argent i atzur. Al timbre, corona reial tancada. | » |
| — Reial Decret 774/1979 | |   |

## Història

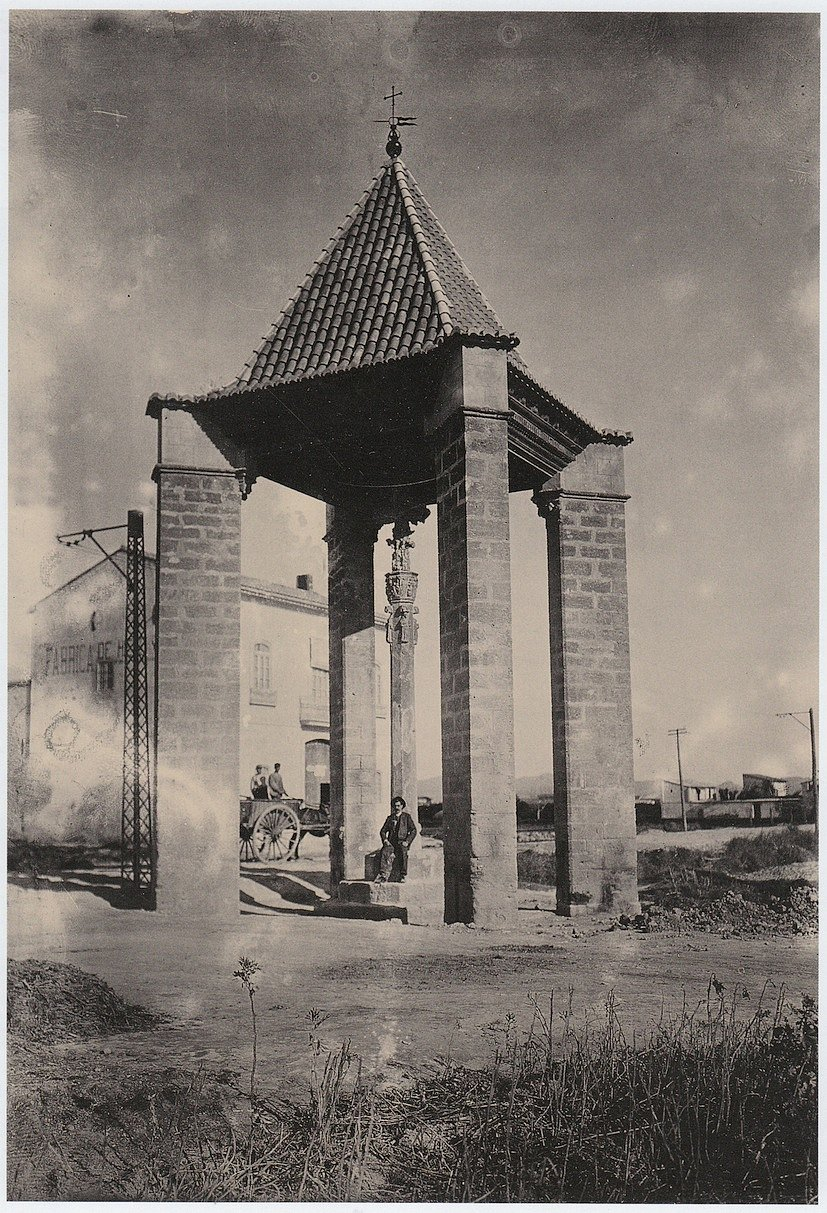
Creu coberta d'Almàssera la dècada de 1920

L'origen d'Almàssera es troba en una antiga alqueria andalusina que Jaume I donà el 9 de juny de 1238 al bisbe d'Osca, en Vidal de Canyelles. El 1239 estes terres sofriren una segregació i passaren a mans de Guillem de Capcentelles, Ramon de Rovira i Guillem Caçador. El 1242 pertanyia a Miró de Ciutadella i el 2 de febrer de 1257 fou concedida, juntament amb Alboraia i unes cases de València a Umbert de Volta. Quan morí, el 1270, les possessions recaigueren en un dels seus fills, Ramon de Volta, representat al seu torn pel seu fill Albert de Volta. Està documentat el manament d'un pagament de cinquanta sòlids a D.P. Marrades a data del 7 de maig de 1372 i un altre el 26 de juny del mateix any, segons consta en el llibre "Claveria Comuna". Posteriorment passà a ser propietat de la família Artés fins al 1610. Ja el 1352 Almàssera aconseguí la independència eclesiàstica respecte a Alboraia, gràcies a l'episodi del miracle dels peixets i a la mediació del bisbe Hug de Fenollet. El 1610 passà a ser senyoria dels comtes de Parcent, fins a l'abolició dels senyorius el 1814. Estos se construïren una casa palau a la plaça Major, al lloc que hui ocupa el centre cultural. Durant 1663 els camperols almasserís, juntament amb el d'Alboraia, Benimaclet, Benetússer, Beniferri, Campanar, el Grau, Mislata, Paiporta, Patraix, Russafa i Xirivella, participà activament en la revolta contra el monopoli del comerç de la carn que imposava la ciutat de València, i que s'allargà durant més d'un any. En el Diccionari de Madoz (1845-1850) apareix la següent descripció, amb interessant informació sobre Almàssera i el seu terme durant el segle xix:
| «                     | Lloc amb ajuntament en la província […] de València (3/4 de llegua). Situat en un pla a l'est de la carretera de Barcelona, i a l'esquerra del barranc de Carraixet; les aigües del qual amenacen destruir la població, encara que aquest perill podria fàcilment remediar-se construint una paret o malecó, que al mateix temps resguardaria l'horta de inundacions […] té 270 cases de mitjana fàbrica, i amb les proporcions i comoditats que exigeix l'ocupació agrícola dels seus moradors, i una església parroquial […] el terreny es pla, molt fèrtil, i productiu; abraça uns 453 cafissos postes en cultiu, la major part de les quals es reguen amb les aigües del riu Túria, conduïdes per la séquia anomenada de Rascanya […] No pot donar-se sòl més deliciós ni millor aprofitat que el d'Almàssera, cobert de multitud d'arbres de distintes classes i diferents espècies de conreus; és inesgotable en tot gènere de fruits […] Producció: blat, ordi, blat de moro, garrofes, vi, exquisits melons, figues, peres, pomes, prunes i altres fruites, amb particularitat xufes (juncia avellanada), i cria algun bestiar llaner, i el necessari mular i cavallar per al conreu. Indústria i comerç: no obstant que l'especial objecte d'aquests veïns és l'agricultura, alguns es dediquen a teixir llenços casolans, els quals componen la principal part del seu vestit, i a vendre el mencionat producte de xufes a la capital, i per altres punts, com ara la cort, on s'empra durant l'estiu per a l'orxata o refresc conegut amb el nom de xufres. Població: 274 veïns, 1.229 ànimes [...] | » |
| — Diccionari de Madoz | |   |

Pareix que els camperols d'Almàssera estigueren entre els principals promotors de la Revolta de l'Horta de 1878, una revolta camperola en contra dels alts impostos per a introduir productes agrícoles en la ciutat. Els camperols contaven probablement amb el suport de les oligarquies locals, fins al punt que l'1 de març d'eixe any el governador civil de la província de València ordenava la detenció dels batlles d'Almàssera i Alboraia. No obstant això, la mesura no assortí efecte i fou, de fet, en una reunió entre estos batlles, el de Benimaclet i possiblement els d'altres poblacions, on s'establiren les bases per a tornar a la normalitat.

## Demografia
El 1572 a Almàssera residien unes 24 famílies, que a principis del segle xvii ja eren unes 40 (al voltant de 180 habitants), i el 1794, 214 (uns 963). El 1877, el municipi arribava ja als 1.400 habitants, 2.261 el 1920, 2.729 el 1950 i 5.470 el 1986. Tenia una població de 7.349 habitants el 2019 (INE).
| any  | habitants |
| ---- | --------- |
| 1900 | 1.675     |
| 1910 | 1.956     |
| 1920 | 2.261     |
| 1930 | 2.335     |
| 1940 | 2.625     |
| 1950 | 2.729     |
| 1960 | 2.965     |
| 1970 | 4.713     |
| 1981 | 5.482     |
| 1991 | 5.396     |
| 2000 | 5.759     |
| 2005 | 6.737     |
| 2007 | 6.928     |
| 2009 | 7.135     |
| 2019 | 7.349     |
| 2022 | 7.482     |
| 2024 | 7.704     |

## Economia

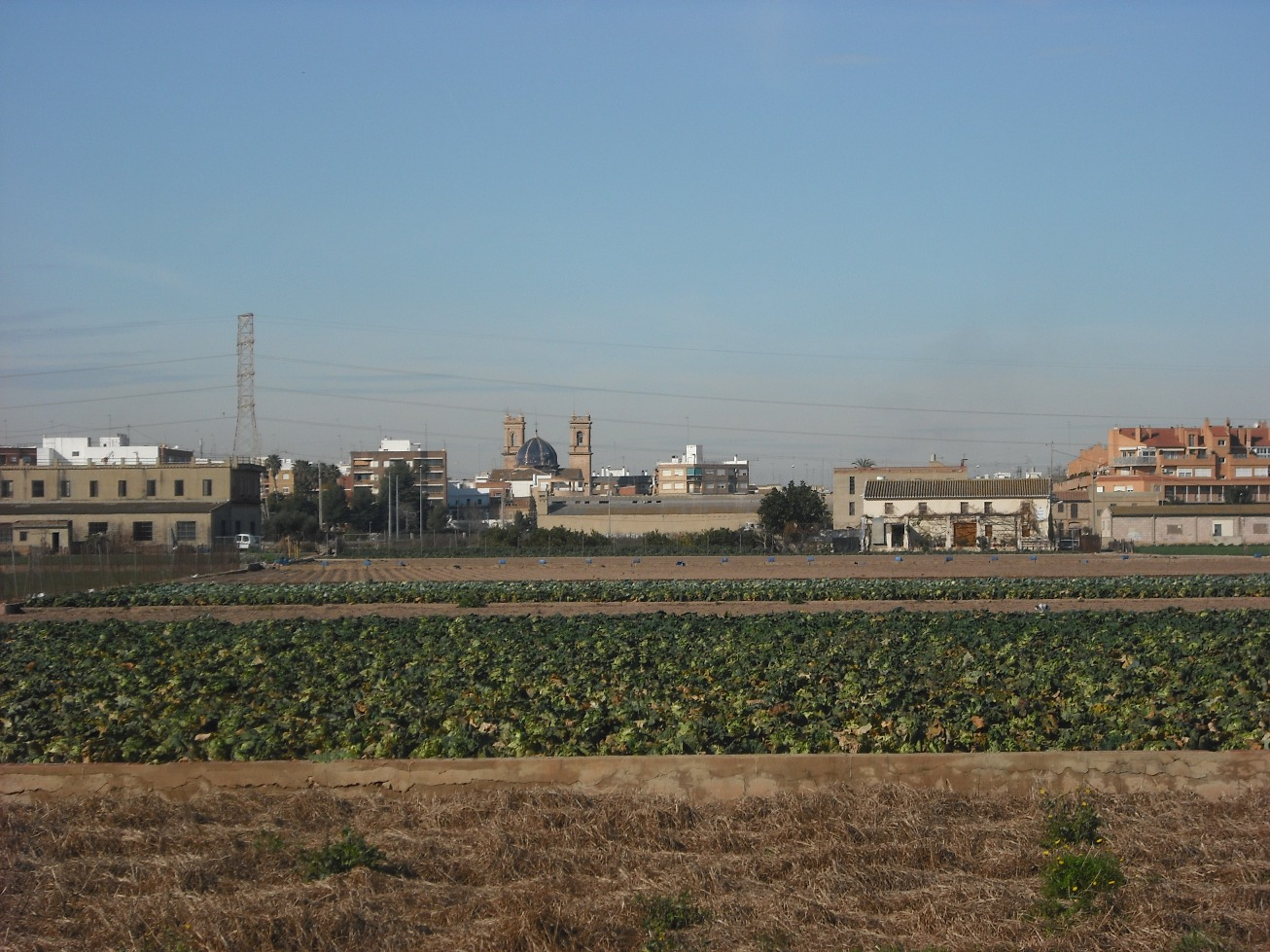
Horta d'Almàssera des de la via Xurra, amb la població al fons

La importància de l'agricultura s'ha reduït enormement en les últimes dècades i, encara que el 72% del terme municipal seguix estant cultivat, tan sols el 5% de la població ocupada ho feia el 2003 en este sector. Entre els conreus, tots de regadiu, destaquen les hortalisses, la creïlla, la xufa i els cítrics.
La indústria i la construcció ocupen un 42% de la població i es dediquen principalment a productes metàl·lics, química, maquinària, alimentació i fusta. El principal motor de l'economia és el sector serveis, que el 2003 ocupava un 52,5% de la població activa.

## Política i govern

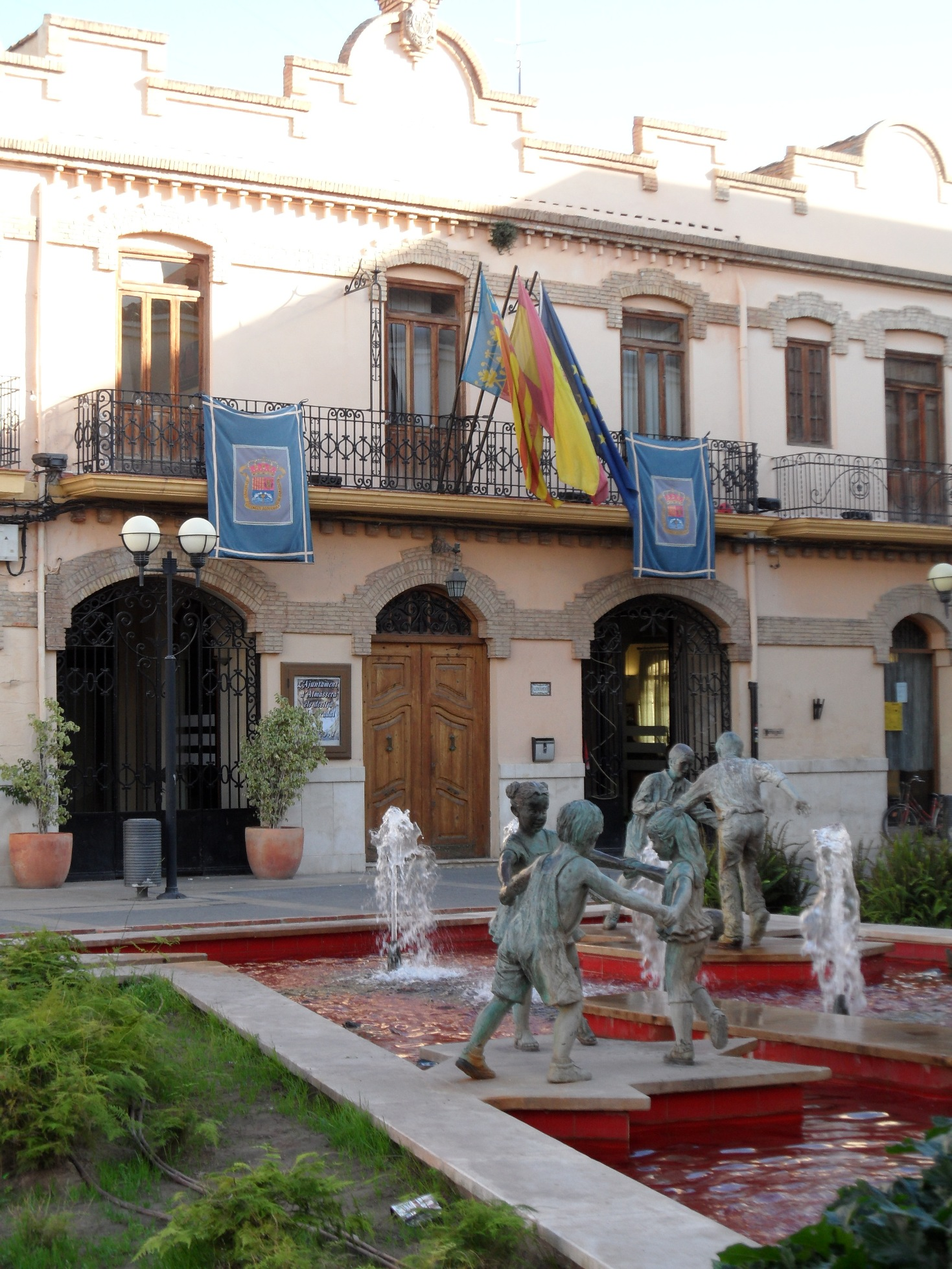
Ajuntament d'Almàssera

Almàssera està governada per una corporació local formada per regidors elegits cada quatre anys per sufragi universal que al seu torn elegixen un batlle. El cens electoral està compost per tots els residents empadronats a Almàssera majors de 18 anys i nacionals dels estats membres de la Unió Europea. La seu actual de l'ajuntament almasserí està en la plaça Major.

### Composició de la Corporació Municipal
Segons el que disposa la Llei del Règim Electoral General, que establix el nombre de regidors elegibles en funció de la població del municipi, el Ple de l'ajuntament d'Almàssera està format per 13 regidors.
En les Eleccions municipals espanyoles de 2023 foren elegits 7 regidors del Partit Popular (PP), 5 del Partit Socialista del País Valencià (PSPV-PSOE), i 1 de Acord per guanyar (Compromís), i en les eleccions municipals de 26 de maig de 2019 foren elegits 5 regidors del PSPV-PSOE, 4 del PP, 1 d'Units per Almàssera (Units), 1 de Compromís per Almàssera (Compromís), 1 de Ciutadans - Partit de la Ciutadania (Cs) i 1 d'Unides Podem - Esquerra Unida (Podem-EUPV).

### Alcaldes
Des de 2023 l'alcalde d'Almàssera és Emilio José Belencoso Rodrigo del Partit Popular (PP) que substitueix Ramon Puchades Bort, del Partit Socialista del País Valencià-PSOE.
| Període                       | Alcalde o alcaldessa                            | Partit polític | Data de possessió     | Observacions |
| ----------------------------- | ----------------------------------------------- | -------------- | --------------------- | ------------ |
| 1979–1983                     | Vicente Antonio Bayarri Orrios                  | UCD            | 19/04/1979            | --           |
| 1983–1987                     | Antonio Sánchez Aguilar                         | PSPV-PSOE      | 28/05/1983            | --           |
| 1987–1991                     | Vicente Antonio Bayarri Orrios                  | AP             | 30/06/1987            | --           |
| 1991–1995                     | Enric Ramon i Montanyana Julián Puché Hernández | UV PP          | 15/06/1991 30/11/1991 | --           |
| 1995–1999                     | Enric Ramon i Montanyana                        | UV-CCV         | 17/06/1995            | --           |
| 1999–2003                     | Enric Ramon i Montanyana                        | UV             | 03/07/1999            | --           |
| 2003–2007                     | Enric Ramon i Montanyana                        | UV             | 14/06/2003            | --           |
| 2007–2011                     | Laura Roig Panach                               | PP             | 16/06/2007            | --           |
| 2011–2015                     | Laura Roig Panach                               | PP             | 11/06/2011            | --           |
| 2015–2019                     | Ramon Puchades Bort                             | PSPV-PSOE      | 13/06/2015            | --           |
| 2019-2023                     | Ramon Puchades Bort                             | PSPV-PSOE      | 15/06/2019            | --           |
| Des de 2023                   | Emilio José Belencoso Rodrigo                   | PP             | 17/06/2023            | --           |
| Fonts: Generalitat Valenciana |                                                 |                |                       |              |

## Monuments

### Patrimoni arquitectònic

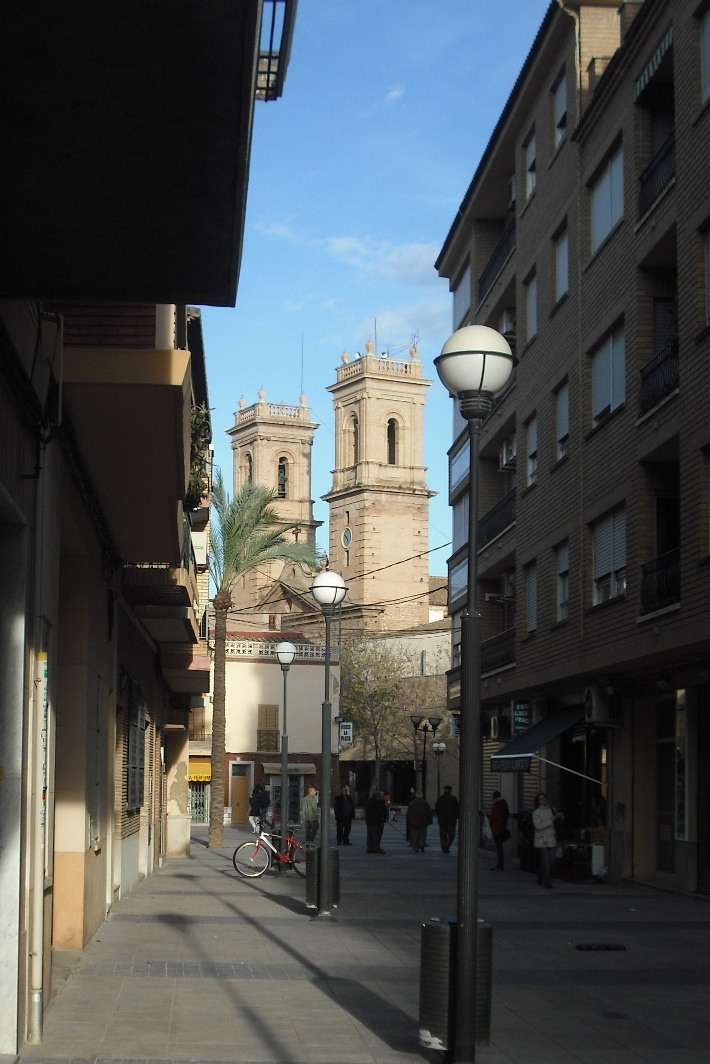
Església del Santíssim Sacrament vista des del carrer de València

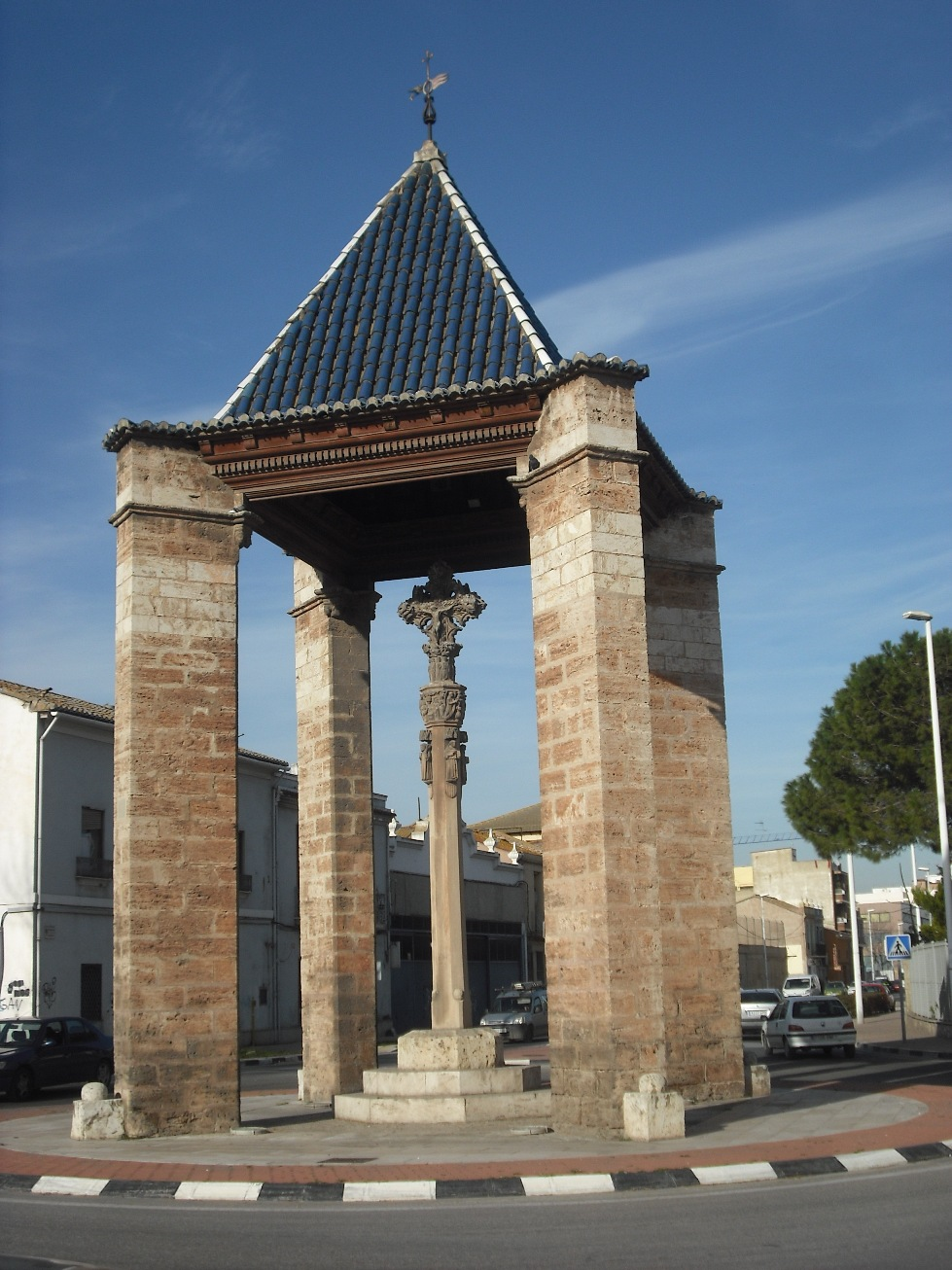
Creu coberta

- Església del Santíssim Sacrament: Està construïda sobre el solar de l'antic temple, que es construí el 1347 i fou annex de la parròquia d'Alboraia fins al 1352.[22] Este temple s'enderrocà el 1699.[3] L'església actual es començà a construir el 1792 segons els plànols de Vicent Marzo i s'acabà el 1875. Es tracta d'un edifici de tres naus i creuer, amb dos campanars.[3] La façana destaca per la severitat acadèmica i geomètrica.[22] S'hi conserva l'arqueta de plom on, segons la tradició, es custodiaven les formes que donaren origen al miracle dels peixets. Destaquen així mateix les obres de l'almasserí Antoni Cortina Farinós.[3]

- Capella d'Innocenci XI: També coneguda com a Capella del Miracle, rep el seu nom del retrat del papa Innocenci XI que presidix l'estança.[23] Ha sigut objecte d'una important restauració des del 2006 per a retornar-li l'esplendor del conjunt pictòric, amb obres inspirades en les d'Antoni Palomino i restes pictòriques en al·lusió al miracle dels peixets.[23]

- Casa modernista: se situa en la plaça Major i la façana està totalment decorada amb rajoles de la fàbrica Nolla de Meliana,[24] que formen un mosaic amb representacions de figures femenines dansant. A la part superior existix un fris amb angelots alternant amb gerres i mascarons amb lleons.[25] En les reixes, tant de les finestres com dels porticons, hi ha ornaments amb figures de guerrers.[25]

- Creu coberta: S'ordenà construir pels jurats de València el 1372, i l'alçaren els picapedrers de Sant Mateu.[3] Es reformà i decorà durant el segle xv, i es reconstruí per última volta el 1942.[26] S'estructura en quatre pilars de pedra, disposats de forma radial, rematats amb mitges columnes i capitels gòtics. La coberta és de fusta i la teula, de color blau. La creu, que s'alça al bell mig sobre tres grades octogonals i un pilar prismàtic,[27] mostra en un costat Crist crucificat i a l'altre, la Mare de Déu.[26] Al capitell de la creu es representen escenes de l'Anunciació, la Nativitat, l'Epifania i l'Ascensió. Com que la Mare de Déu era la protectora de les tropes de Jaume I, no és casual que la cara en què esta apareix mire cap a Santa Maria del Puig.[26]

## Festes i celebracions
La Festa Major té lloc a les darreries d'agost, amb el seu dia clau el 4t diumenge d'agost, quan se celebra el dia del Corpus, per privilegi papal. L'acte més important del dia és la tradicional processó del Corpus, en la qual participen nombrosos veïns del poble interpretant personatges bíblics, al costat de les danses i la presència dels gegants i els cabuts.
Altres dies importants són el dia del Crist de la Fe i la Providència, amb solemne processó; el Dia de les Calderes, que posa fi a les festes amb l'espectacular preparació d'este plat típic, i el colofó de la Xopà ('xopada'), que consistix en una batalla d'aigua entre els veïns.